# Viertand-zandspinnendoder
De viertand-zandspinnendoder (Arachnospila rufa) is een vliesvleugelig insect uit de familie van de spinnendoders (Pompilidae). De wetenschappelijke naam van de soort is voor het eerst geldig gepubliceerd in 1927 door Haupt.